# 詩踏み
「詩踏み」（うたふみ）は日本のバンドDIR EN GREYの楽曲で、メジャー28枚目のシングル。2016年7月27日にリリースされた。

## 概要
- 2016年6月からスタートした国内ライブツアー『TOUR16-17 FROM DEPRESSION TO ________ [mode of VULGAR]』にて先行披露された楽曲。また、発売前の7月3日未明には薫がDJを務めるラジオInterFM「The Freedom of Expression」にてプロモーション用に短縮されたバージョンがオンエアされており、発売当日にはその短縮されたバージョンが全世界の111ヵ国のiTunes Storeにて配信が開始された。
- アルバム『ARCHE』の次に出すシングルはアップテンポが良いという京の希望があったのだが、5曲以上出来た新曲のうちアップテンポは2曲しかなかったという。そして選曲会によりこの楽曲に決定した[2]。
- タイトルは踏み絵と擬えており、「良いと思って音源を聴いたりライブに来てくれている人でも、次の日にはすぐ捨てられるかもしれないし、踏まれるような存在だろう」「例え良いと思っていても、結局そのときだけの感情だろう」という自虐的な意味を含めている[2]。
- ミキシングはアルバム『ARCHE』に引き続きチュー・マッドセンが担当している。
- ジャケットデザインは、	アメリカ合衆国のニュース情報誌TIMEの表紙のアートワークや、メタリカ、マリリン・マンソン等のデザインを手掛けたマット・マハーアン[3]。
- CDのみの【通常盤】、CD＋DVDの【初回生産限定盤】、DVDまたはBlu-ray付きの【完全生産限定盤】の3タイプで発売。2016年2月12日にLIQUIDROOMで行われたファンクラブ限定ライブ『ARCHE -「a knot」LIMITED EXTRA-』を【完全生産限定盤】では10曲収録、【初回生産限定盤】では3曲収録。いずれの限定盤にも「詩踏み」のレコーディング風景が収録されている。
- オリコンでは前作とほぼ変わらない初週で1.7万枚を売り上げたが、デビュ－シングル以来TOP10を逃す事態となった。

## 収録曲
Disc 1
1. 詩踏み
作詞:京　作曲・編曲:DIR EN GREY
薫原曲。「SUSTAIN THE UNTRUTH」から2年6ヶ月ぶりのシングルということもあり、メンバー間ではミディアムテンポな曲やバラードではなく、バンドの勢いを感じる疾走感を意識して作曲したとのこと。序盤にはブレイクダウンが行われている。
PVには演劇実験室◎万有引力が出演しており、近藤廣行曰く丁度50曲目の監督作品だという[4]。
2. 空谷の跫音 feat. SUGIZO
作詞:京　作曲:DIR EN GREY
『LUNATIC FEST.』の1日目にて披露された「空谷の跫音」にて、SUGIZOがメンバーとともにヴァイオリンを生演奏で披露。スタジオ音源としてでもちゃんと収めればというメンバーの要望に応えて、今回のレコーディングにも参加した。
収録にあたり、多少のアレンジが加わっている。
3. Revelation of mankind [REMIX]
作詞:京　作曲:DIR EN GREY　リミックス:須賀勇介
元12012のギタリスト、須賀勇介によるリミックス[5]。歌に大胆なエフェクトを掛けたエレクトロ寄りのリミックスに仕上がっている。
幾つかのリミックスが挙がっていた中で、いい意味でぶっ壊してくれたというものをメンバー間で選んだという。

Disc 2【DVD】（初回生産限定盤）
ARCHE -「a knot」LIMITED EXTRA- 2016.2.12 LIQUIDROOM
1. 咀嚼
2. The inferno
3. 鱗

- 詩踏み (Scenes From Recording)

Disc 2【Blu-ray or DVD】（完全生産限定盤）
ARCHE -「a knot」LIMITED EXTRA- 2016.2.12 LIQUIDROOM
1. 咀嚼
2. The inferno
3. 禍夜想
4. Behind a vacant image
5. Revelation of mankind
6. 鱗
7. Chain repulsion
8. Un deux
9. 激しさと、この胸の中で絡み付いた灼熱の闇
10. 羅刹国

- 詩踏み (Scenes From Recording)